# Controlling
Controlling (de la engl. "a conduce, a regla", nu "a controla") este un sistem matematic pentru sprijinirea luării deciziei.
Controllingul reprezintă un set de activități necesare pentru a conduce și coordona activitățile întreprinderii. Departe de a avea rolul de „control”, cu aspect punitiv, controllingul are rolul de a coordona toate procesele unei întreprinderi în scopul scăderii costurilor, maximizării încasărilor și îndeplinirea obiectivelor strategice ale întreprinderii. 

## Caracteristici
Controllingul are trei caracteristici principale:
1.	Se adresează întregii întreprinderi – există teoreticieni ai controllingului care plasează câte un departament de controlling lângă fiecare din departamentele de bază ale întreprinderii (financiar, personal, producție, etc.), departamentul de controling fiind unul auxiliar; această abordare este eronată, departamentul de controlling trebuie să fie unic pentru întreaga întreprindere și să aibă deschidere asupra tuturor activităților și proceselor acelei întreprinderi
2.	Este orientat către viitor – controllingul trebuie să aibă în vedere îmbunătățirea permanentă a proceselor și funcțiilor întreprinderii și să ofere un sistem de avertizare timpurie asupra problemelor care pot apărea în cadrul întreprinderii, punctual, sau pe întreaga întreprinderere. 
3.	Este orientat spre decizie, dar nu va lua decizia – departamentul de controlling lucrează ca un consultant pentru management: el pregătește decizia, pregătește toate informațiile de care managementul are nevoie pentru a lua decizia, dar departamentul de controlling nu va lua nici o decizie. Managementul va lua decizia pe baza datelor furnizate de departamentul de controlling. Acesta este încă un motiv care vine în sprijinul ideii că departamentul de controlling trebuie să fie unic și să aibă în vedere toate procesele și funcțiile întreprinderii. Din datele furnizate de departamentul de controlling, managementul va extrage acele date care-i sunt utile pentru a lua decizia (ideal ar fi ca departamentul de controlling să nu furnizeze informații parazitare). Înțelegem că departamentul de controlling trebuie să aibă un comportament etic privitor la datele pe care le furnizează către management: un set de date bune va duce la luarea unei decizii corecte, un set de date voit greșite va duce la luarea unei decizii eronate și a predarea întreprinderii în mâinile concurenței. 
Toate aceste trei caracteristici se unesc prin răspunsul pe care departamentul de controlling trebuie să-l dea managementului: Suntem pe calea cea bună?

## Controllingul strategic și controllingul operativ
Din punctul de vedere al orizontului de timp, managementul are trei planuri: managementul strategic, managementul operativ și managementul tactic. Controllingul, cel care ajută managementul în îndeplinirea obiectivelor sale, are două componente: controllingul strategic și controllingul operativ. 
Controllingul strategic trebuie să răspundă la întrebările: „Care sunt competențele mele cheie? Unde sunt cel mai bun? Am cea mai bună structură a produselor? Mă poziționez corect cu produsele mele?”
Prin răspunsurile la aceste întrebări, departamentul de controlling strategic ajută managementul în a-și stabili țintele. Odată ce s-a stabilit unde se dorește să se ajungă, următorul pas este de a stabili cum se va face pentru a se ajunge acolo. Răspunsul la întrebarea cum este dat de managementul și controllingul operativ. 
Controllingul operativ urmărește realizarea planificării, analizează abaterile apărute între planificat și realizat și propune măsuri pentru diminuarea sau eliminarea apariției abaterilor similare. 
În cazul unei corăbii căpitanul stabilește ruta care trebuie urmată (în acest caz căpitanul are rolul managementului operativ), cârmaciul are ca obiectiv menținerea corăbiei pe ruta stabilită de căpitan, analiza abaterilor cu ajutorul busolei, sextantului și hărții și aducerea corăbiei în portul stabilit la data stabilită. Cârmaciul sau navigatorul nu va lua nici o decizie privind ruta corăbiei, va informa permanent căpitanul, îi va livra un set de măsuri, iar acesta va lua decizia.
Sistem de avertizare timpurie
Prin urmărirea permanentă și cu atenție a planificării și prin evaluarea abaterilor, sistemul de Controlling își îndeplinește funcția de sistem de avertizare timpurie: trage semnalul de alarmă către management în momentul în care anumite elemente ale planificării nu sunt îndeplinite sistematic, sau, după evaluările făcute de controlling nici nu sunt posibil de îndeplinit cu datele din acel moment. 
Departamentul de controlling are la dispoziție mai multe instrumente pentru a-și realiza funcția de sistem de avertizare timpurie:
1.	Analiza GAP (din engl. GAP = despărțire, separare) – această analiză arată diferența, distanța dintre obiectivele strategice ale firmei și obiectivele pe care întreprinderea le va atinge cu mijloacele pe care le folosește la momentul analizei. 
2.	Analiza ciclului de viață al produselor – analiza care arată ce cotă de piață va avea un produs care este vândut cu caracteristicile actuale față de cota de piață dorită prin strategia managementului
3.	Analiza portofoliului – strâns legată de analiza de mai sus, analiza portofoliului arată ce combinație de produse trebuie să ofere întreprinderea pentru a-și atinge obiectivul strategic fixat de management referitor la cota de piață pentru întreaga întreprindere. 
4.	Analiza costurilor – de departe cea mai mare componentă a sistemului de controlling, analiza costurilor are două componente:

a.	Calculația costurilor – posibilitate de a separa costurile pe costuri fixe și costuri variabile și de a calcula, pentru costul fiecărui produs componenta de costuri fixe și componenta de costuri variabile ce compun costul final.

b.	Managementul costurilor – pornind de la calculația costurilor, managementul costurilor este un sistem care administrează aceste costuri, în scopul optimizării și scăderii lor, inclusiv schimbarea structurală a costurilor (fixe și variabile) în costul total al produsului. 
Analiza costurilor este modalitatea prin care departamentul de controlling urmărește realizarea bugetelor de costuri, raportul preț / cost și, în final, atingerea obiectivului strategic de profit fixat de management. 

## Indicatori în controlling
Controllingul operează cu următorii indicatori principali:
1.	Break – even point [Pragul de rentabilitate]– cantitatea de produse ce se vinde astfel încât prin încasarea prețurilor produselor, întreprinderea își acoperă în totalitate costurile, iar profitul este 0. Dacă întreprinderea vinde și încasează sub această cantitate, atunci se va înregistra o pierdere. Dacă se va vinde și se va încasa peste această cantitate, atunci întreprinderea va înregistra un profit egal contravaloarea produselor vândute și încasate peste valoarea de break even point. 
2.	Cash – flow point – cantitatea de produse ce se vinde astfel încât prin încasarea prețurilor produselor, întreprinderea își acoperă toate costurile plătibile (ieșirile de cash). 
3.	Contribuția de acoperire – este diferența dintre prețul unui produs și suma costurilor variabile pentru acel produs. Se consideră costuri variabile doar acele costuri care ar fi 0 dacă produsul sau serviciul nu s-ar fi produs și care variază în funcție de numărul produselor sau serviciilor. 
4.	Profit (din punctul de vedere al sistemului de Controlling, nu din punct de vedere contabil) – este diferența dintre cifra de afaceri încasată și totalitatea costurilor (fixe și variabile) care au apărut pentru a realiza respectiva cifră de afaceri. De asemenea, poate fi calculată ca diferență dintre suma contribuțiilor de acoperire ale tuturor produselor și costurile fixe. 